# Gate gate pāragate pārasaṃgate bodhi svāhā
羯諦: ga te → jiē dì 

羯諦: ga te → jiē dì

波羅: pa ra → bō luó 

羯諦: ga te → jiē dì

波羅:  para → bō luó

僧羯諦: sam ga te → sēng jiē dì 

菩提: bo dhi → pú tí

薩婆訶:  svā hā → sà pó hē 

Trascrizione pinyin: jiēdì jiēdì bōluójiēdì bōluósēngjiēdì pútí sàpóhē
 Pronuncia in lingua giapponese: gyatei gyatei haragyatei harasōgyatei boji sowaka

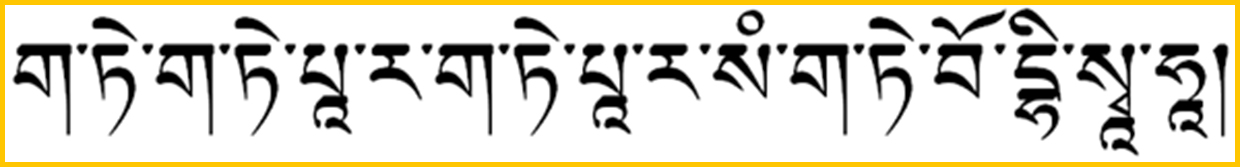
Gate gate pāragate pārasaṃgate bodhi svāhā (ག་ཏེ་ག་ཏེ་པཱ་ར་ག་ཏེ། པཱ་ར་སཾ་ག་ཏེ། བོ་དྷི་སྭཱ་ཧཱ།) in grafia tibetana:
ག་ཏེ: ga te
ག་ཏེ: ga te
པཱ་ར: pa ra
གཏེ: ga te
པཱ་ར: pa ra
སཾ་ག་ཏེ: sam ga te
བོ་དྷི: bo dhi
སྭཱ་ཧཱ: sva ha
Trascrizione fonetica semplificata THL :ga té ga té pa ra ga té pa ra sam ga té bo dhi sa ha

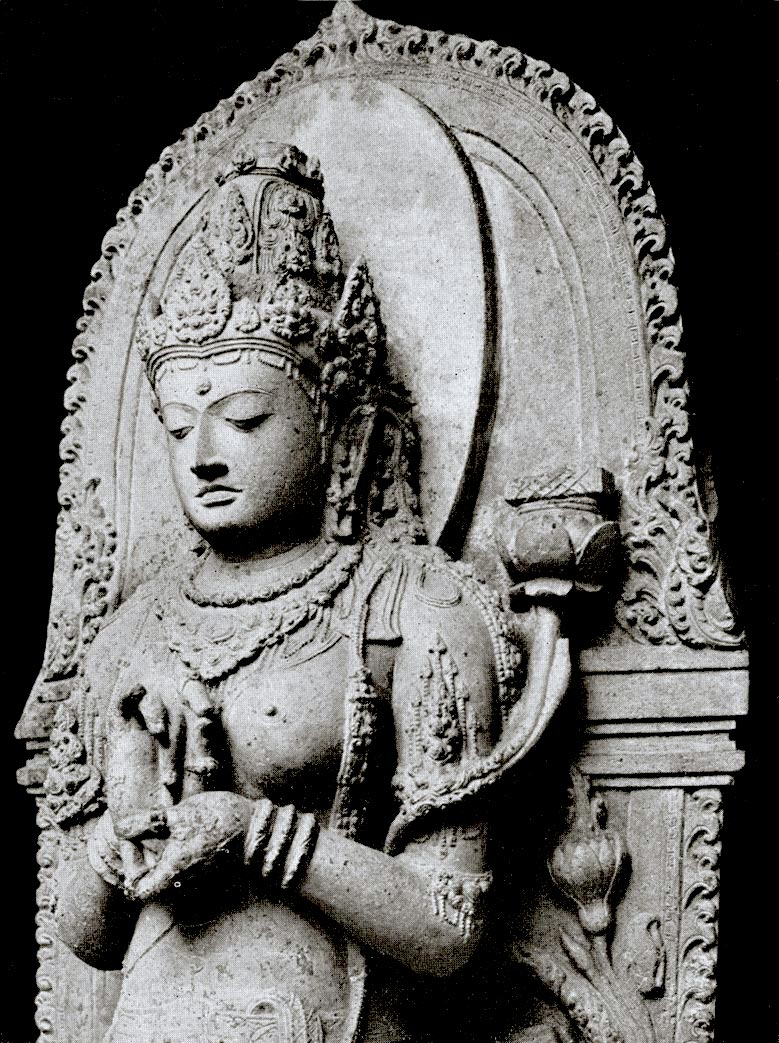
La bodhisattva mahāsattva Prajñāpāramitā (Giava). Le mani sono poste nell'attivazione della Ruota del Dharma (dharmacakrapravartanamudrā). Pollice e indice della mano destra si toccano a formare al Ruota del Dharma, mentre quelle della sinistra la mettono in movimento. In quanto bodhisattva mahāsattva indossa una corona a "cinque foglie" (o "punte") che la indicano come una entità non soggetta alle leggi naturali.

Gate gate pāragate pārasaṃgate bodhi svāhā (sanscrito; "Andata, andata, andata al di là, completamente andata al di là, Risveglio! Svāhā!") è il mantra conclusivo del Prajñāpāramitāhṛdayasūtra (lett. "Sutra del Cuore della perfezione della sapienza"; al T.D. 251 del Canone buddhista cinese e ai Toh. 21 e 531 del Canone buddhista tibetano).

## Contesto
Alla fine del Prajñāpāramitāhṛdayasūtra, Avalokiteśvara, il bodhisattva della compassione, così si rivolge a Śāriputra:
- mahāmantraḥ: "grande mantra"; nel commento di Jñanamitra si legge: «Poiché lo scopo della perfezione della saggezza è la pratica della conoscenza, essa è detta "mantra"»[1].
- tadyathā: "ovvero", "come segue"; tutte e due le traduzioni tibetane quella al Toh. 21 e quella al Toh. 531, ambedue tradotte da Vimalamitra e Rin chen sde, inseriscono questa espressione (tad yatha) «come ammesso dal Prajñāpāramitāhṛdayasādhana, attribuito a Nāgārjuna»[2].
- gate gate: "andata andata"; probabilmente gate è il vocativo di gatā indirizzato alla bodhisattva Prajñāpāramita, intendendo "tu che sei andata, andata, andata al di là"[3]
- svāhā: "salute!", espressione solitamente inserita al termine di un mantra.

## Commentari
Essendo un mantra comunemente recitato, spesso insieme al sūtra, sia nelle tradizioni del Canone buddhista cinese sia in quelle afferenti al Canone buddhista tibetano, esso è all'origine di numerosi commentari religiosi. Alcuni di questi commentari includono nell'inizio del mantra il termine tadyathā (sanscrito; cinese: 譬如; tibetano: ཏ་དྱ་ཐཱ), aggiungendovi anche la sillaba sacra Oṃ (cinese:  唵; tibetano: ཨོཾ).
Alcuni di questi commentatori correlano le prime cinque parole del mantra ai cinque sentieri (pañcamārga) del bodhisattva. Dal che:
- gate indica il saṃbhāramārga (sentiero dell'accumulazione): inizia con il Voto del Bodhisattva (praṇidhāna) e finisce con l'accoglimento della dottrina della vacuità (śūnyatā); qui il bodhisattva procede "accumulando" 'meriti' indispensabili per il prosieguo del cammino;
- gate, indica il prayogamārga (sentiero dell'impegno): il bodhisttava abbandona le passioni ma può conservare ancora punti di vista erronei, riesce ad assumere su di sé le sofferenze degli esseri senzienti e quindi bruciare le proprie tendenze karmiche negative. L'ultima fase di questo sentiero, denominata Laukikāgradharma (Supremo Dharma mondano) può essere conseguito solo dagli esseri umani, in quanto questa forma di esistenza consente l'esperienza del dolore, esperienza indispensabile per il progresso spirituale. I deva, ovvero le divinità che vivono una condizione di felicità, non possono superare questo sentiero.
- pāragate, indica il darśanamārga (sentiero della visione): questo sentiero corrisponde all'ingresso nella prima "terra" (bhūmi) dei bodhisattva (Pramuditābhūmi, "Molto felice"). Il bodhisattva è ora un Āryabodhisattva (nobile bodhisattva), ha superato le passioni più grossolane, ha compreso in fondo la dottrina della vacuità, ha superato le nozioni erronee di esistenza inerente ai singoli elementi della Realtà, nasce quindi in lui un forte vissuto di felicità grazie alla consapevolezza di essere utile agli esseri senzienti e di poter raggiungere la bodhi definitiva;
- pārasaṃgate, indica il bhāvanāmārga (sentiero della pratica meditativa): questo sentiero corrisponde al procedere del bodhisattva tra la seconda terra Vimalābhūmi ("Terra della Purezza") e la decima terra Dharmameghabhūmi ("Terra delle Nuvola del Dharma"). Il suo progredire costante per mezzo del Nobile Ottuplice Sentiero (ārya aṣṭāṅgika mārga) gli fa abbandonare le condizioni negative latenti. Il tragitto lungo le dieci terre è lunghissimo, secondo le fonti tradizionali occorrono due asaṃkhyeya kalpa (due eoni incalcolabili);
- bodhi, indica lo aśaikṣamārga (sentiero che va oltre gli apprendimenti): il bodhisattva è ora un buddha completo, un samyaksaṃbuddha.

Allo stesso modo questo mantra ( e il sūtra che lo contiene) è interpretato, coerentemente con l'ermeneutica scolastica indiana dei Prajñāpāramitāsūtra , come contenere l'insegnamento esplicito della śūnyatā e quello implicito inerente alle realizzazioni (abhisamaya) del bodhisattva lungo i sentieri.
Altri commentari sostengono che il mantra è destinato a un particolare tipo di bodhisattva detto tīkṣṇendriya, ossia dalle "acute facoltà".